# Liste von Supererden
Hier aufgelistet sind die bisher bekannten Supererden, also extrasolare terrestrische Planeten.
Bei den meisten dieser Planeten konnte die erdähnliche Struktur bislang nicht zweifelsfrei nachgewiesen werden (siehe Hauptartikel). Definitiv nachgewiesene Gesteinsplaneten sind in Fettschrift dargestellt.

## Supererden
Bisher entdeckte Supererden:
In Zukunft könnte die Anzahl der bekannten Supererden drastisch zunehmen, sollten viele Planetenkandidaten des Kepler-Weltraumteleskops bestätigt werden. Von den 1235 bis Anfang Februar 2011 entdeckten Kandidaten handele es sich bei 288 um Supererden.
| Name                 | Entd.   | Stern                | Entfernung (Lj) | Masse (1) (ME)  | Radius (2) (km) | Umlaufzeit (d) | Exzentrizität |
| -------------------- | ------- | -------------------- | --------------- | --------------- | --------------- | -------------- | ------------- |
| Erde                 | –       | Sonne                | –               | 1               | 6.370           | 365,256        | 0,0167        |
| Poltergeist          | 1991    | Lich                 | 978,6           | 4,13 ± 0,19     | 9.400           | 66,5419        | 0,0186        |
| Phobetor             | 1991    | Lich                 | 978,6           | 3,81 ± 0,19     | 9.200           | 98,2114        | 0,0252        |
| Gliese 876 d         | 2005    | Gliese 876           | 15,4            | > 6,83 ± 0,40   | 10.000          | 1,93778        | 0,207 ± 0,055 |
| OGLE-2005-BLG-390L b | 2006    | OGLE-2005-BLG-390L   | ≈ 21.200        | > 5,40          | –               | ≈ 3.500        | –             |
| HD 69830 b           | 2006    | HD 69830             | 41,1            | > 10,49         | 12.000          | 8,667          | 0,1 ± 0,04    |
| Gliese 581 c         | 2007    | Gliese 581           | 20,4            | > 5,36          | 9.500           | 12,9292        | 0,17 ± 0,07   |
| Gliese 581 e         | 2009    | Gliese 581           | 20,4            | > 1,94          | –               | 3,14942        |               |
| MOA-2007-BLG-192L b  | 2008    | MOA-2007-BLG-192-L 1 | ≈ 3.000         | 3,2 +5.2−1.8    | –               | –              | –             |
| HD 40307 b           | 2008    | HD 40307             | 41,8            | > 4,20          | –               | 4,3115         | 0             |
| HD 40307 c           | 2008    | HD 40307             | 41,8            | > 6,87          | –               | 9,62 ± 0,02    | 0             |
| HD 40307 d           | 2008    | HD 40307             | 41,8            | > 9,16          | –               | 20,46 ± 0,01   | 0             |
| HD 181433 b          | 2008    | HD 181433            | 85,3            | > 7,57          | –               | 9,3743         | 0,396 ± 0,06  |
| CoRoT-7 b            | 2009    | CoRoT-7 2            | 456,7           | 4,8 ± 0,8       | 11.000          | 0,853585       | 0             |
| CoRoT-7 c            | 2009    | CoRoT-7              | 456,7           | 8,4 ± 0,9       | –               | 3,698          | 0             |
| HD 7924 b            | 2009    | HD 7924              | 54,8            | > 9,26          | –               | 5,3978         | 0,17 ± 0,16   |
| 61 Vir b             | 2009    | 61 Vir               | 27,8            | > 5,1 ± 0,6     | –               | 4,215          | 0,12 ± 0,11   |
| HD 1461 b            | 2009    | HD 1461 3            | 76,3            | > 7,6 ± 1,2     | –               | 5,7727         | 0,14 ± 0,19   |
| GJ 1214 b            | 2009    | GJ 1214              | 42,4            | 6,55 ± 0,98     | 17.000          | 1,58040        | < 0,27        |
| Kepler-10 b          | 2011    | Kepler-10            | 564,2           | 4,56 +1,17−1,29 | 9.000           | 0,83749        | 0             |
| Kepler-11 b          | 2011    | Kepler-11            | ≈ 2.000         | 4,3 +2,2−2,0    | 12.500          | 10,30375       | 0             |
| Kepler-11 d          | 2011    | Kepler-11            | ≈ 2.000         | 6,1 +3,1−1,7    | 21.800          | 22,68719       | 0             |
| Kepler-11 e          | 2011    | Kepler-11            | ≈ 2.000         | 8,4 +2,5−1,9    | 28.800          | 31,9959        | 0             |
| Kepler-11 f          | 2011    | Kepler-11            | ≈ 2.000         | 2,3 +2,2−1,2    | 16.600          | 46,68876       | 0             |
| Gliese 667Cc         | 2011/12 | Gliese 667C          | ≈ 22            | > 4,5           |                 | ≈ 28,15        |               |

Anmerkungen
(1) Bei der bekannten Masse handelt es sich aufgrund der vernachlässigten und oft unbekannten Inklination meist nur um die Untergrenze der möglichen Planetenmasse, dargestellt durch „>“.
(2) Bei den Angaben zum Radius handelt es sich um geschätzte Werte – alle anderen astrometrischen und physikalischen Angaben stellen auf Messungen basierende ungefähre Werte dar.
Fußnoten
1 Neueste Erkenntnisse deuten darauf hin, dass die Masse des Muttersterns deutlich höher ist und es sich nicht um einen Braunen, sondern um einen Roten Zwerg handelt, wodurch sich für den Exoplaneten eine neubestimmte Masse von nur noch 1,4 Erdmassen ergibt. Sollte sich dies bestätigen, würde es bis jetzt kein System um einen Braunen Zwerg geben.
2 Weiterer Exoplanet CoRoT-7d unbestätigt; bei Bestätigung abweichende Werte für CoRoT-7 b und c.
3 Exoplaneten HD 1461 c und d unbestätigt; angegebene Werte entsprechen 1-Planeten-Szenario.